# Vestit masculí

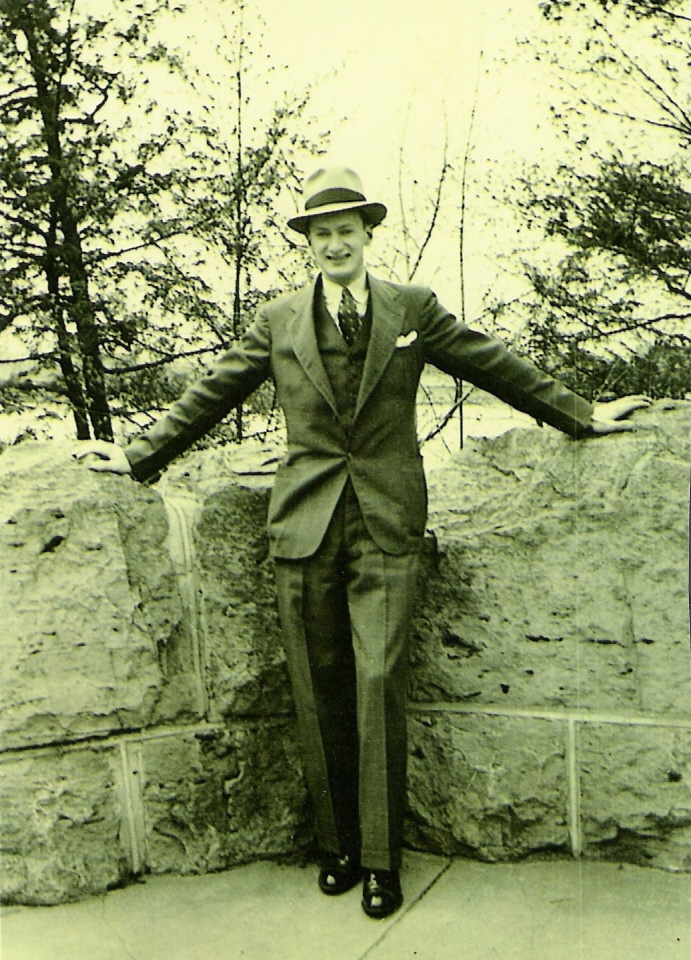
Vestit masculí dels anys trenta

El vestit masculí és un conjunt de jaqueta i pantaló, més sovint, armilla, dissenyats conjuntament i fets en el mateix teixit i en la mateixa coloració; generalment es duu amb corbata. És la indumentària formal masculina per excel·lència, i contrasta amb el conjunt, en què es combinen jaqueta i pantalons independents.
En català, el mot vestit designa, també, un cert tipus d'indumentària femenina; emperò, i per calc de l'espanyol, en català col·loquial el més habitual és reservar el mot vestit per al vestit femení, mentre que el masculí es designa amb adaptacions foneticomorfològiques de l'espanyol traje, com ara trajo i tratge; i el seu ús ha portat l'Acadèmia Valenciana de la Llengua a incloure la forma trage al seu Diccionari normatiu, com a pròpia del llenguatge col·loquial. El català vestit o mudada equival a l'anglès suit, a l'espanyol traje, al francès complet, a l'italià abito, al portuguès fato (terno al Brasil), etc.
En la prehistòria del vestit masculí actual, hi ha el model de tres peces (casaca, armilla i calçó) sorgit pels volts del 1660 amb l'aparició de la casaca. Pels volts del 1815, amb l'èxit internacional de l'estil anglès, la indumentària formal masculina adopta els grans trets de la línia actual, en substituir la casaca per la jaqueta recta i els calçons per pantalons. Es considera que el vestit masculí pròpiament dit sorgeix a mitjan segle XIX: el príncep de Gal·les, futur Eduard VII, és reputat com el primer home a dur (1855) un conjunt de jaqueta, armilla i pantalons del mateix teixit i del mateix color. El concepte no es generalitzà fins a inici del segle XX i, tot i els alts i baixos de la moda, la línia bàsica ha evolucionat poc de llavors ençà.
Existeixen vestits d'estiu, d'hivern i d'entretemps, així com dissenys adaptats a graus diversos de formalitat, incloent-hi els anomenats esportius i d'altres que es poden dur sense corbata. En tot cas, i pel que fa al disseny, es considera que hi ha dos grans tipus de vestit formal masculí, el recte i el creuat, en funció de la jaqueta. És també en funció de la jaqueta que s'individuen certs tipus de vestit altament formals: frac, jaqué i esmòquing.
Des de mitjan segle xx, l'armilla ja no és considerada part imprescindible del vestit, fora de certes ocasions d'alta formalitat.
Avui dia, hi ha tres escoles principals quant al disseny del vestit masculí (i de la indumentària formal masculina en termes genèrics): 
- l'anglesa, en què preval la formalitat (l'important d'un vestit és que indiqui seriositat; la coqueteria no hi és pertinent);
- l'estatunidenca, en què preval la marca d'estatus (l'important d'un vestit és que denoti que el portador és ric i poderós; l'atractiu vindrà en conseqüència);
- i la italiana, en què preval l'estètica (l'important d'un vestit és que sigui elegant, estigui bé i augmenti l'atractiu físic del portador).